# NGC 6877
NGC 6877 (również PGC 64457) – galaktyka eliptyczna (E6), znajdująca się w gwiazdozbiorze Pawia. Odkrył ją John Herschel 27 czerwca 1835 roku.